# Dar-Es-Salam (Burkina Faso)
Ne doit pas être confondu avec Darsalam.
Pour les articles homonymes, voir Dar es Salam et Dar-Es-Salam.
Dar-Es-Salam est une localité située dans le département de Dokuy de la province de la Kossi dans la région de la Boucle du Mouhoun au Burkina Faso.